# 모노아민 산화효소 억제제
모노아민 산화효소 저해제(영어: monoamine oxidase inhibitor, MAOI)는 모노아민 산화효소 A와 모노아민 산화효소 B 중 하나 또는 둘의 활성을 억제하는 약제이다. 이것은 공황장애 및 사회적 공포증에 효과적인 치료제뿐만 아니라 강력한 항우울제로 잘 알려져 있다. 특히 치료 저항성 우울증과 비정형 우울증에 효과적인 것으로 알려져 있으며, 파킨슨 병과 다른 여러 질환의 치료에도 사용된다.

## 벤조디아제핀
모노아민 산화효소 저해제가 벤조디아제핀계열 보다 사회 불안에 대한 조절이 고려될 만할 필요성이 보고된 바 있다.

## 같이 보기
- 메틸페니데이트
- 선택적 세로토닌 재흡수 억제제
- 세로토닌-노르에피네프린 재흡수 억제제
- 외상 후 스트레스 장애